# Église Saint-Martial de Rieupeyroux
Pour les articles homonymes, voir église Saint-Martial.
L'église Saint-Martial de Rieupeyroux est une église catholique située au sud de la commune de Rieupeyroux, dans le département de l'Aveyron, en France.

## Historique
Initiée au XIIe siècle, édifiée au XIIIe dans un style plus proche du roman que du gothique
, elle faisait partie de l'abbaye de Rieupeyroux et, au cœur de la sauveté, fut fortifiée pendant la guerre de Cent Ans.
L'édifice est classé au titre des monuments historiques par arrêté du 30 mai 1923.

## Description

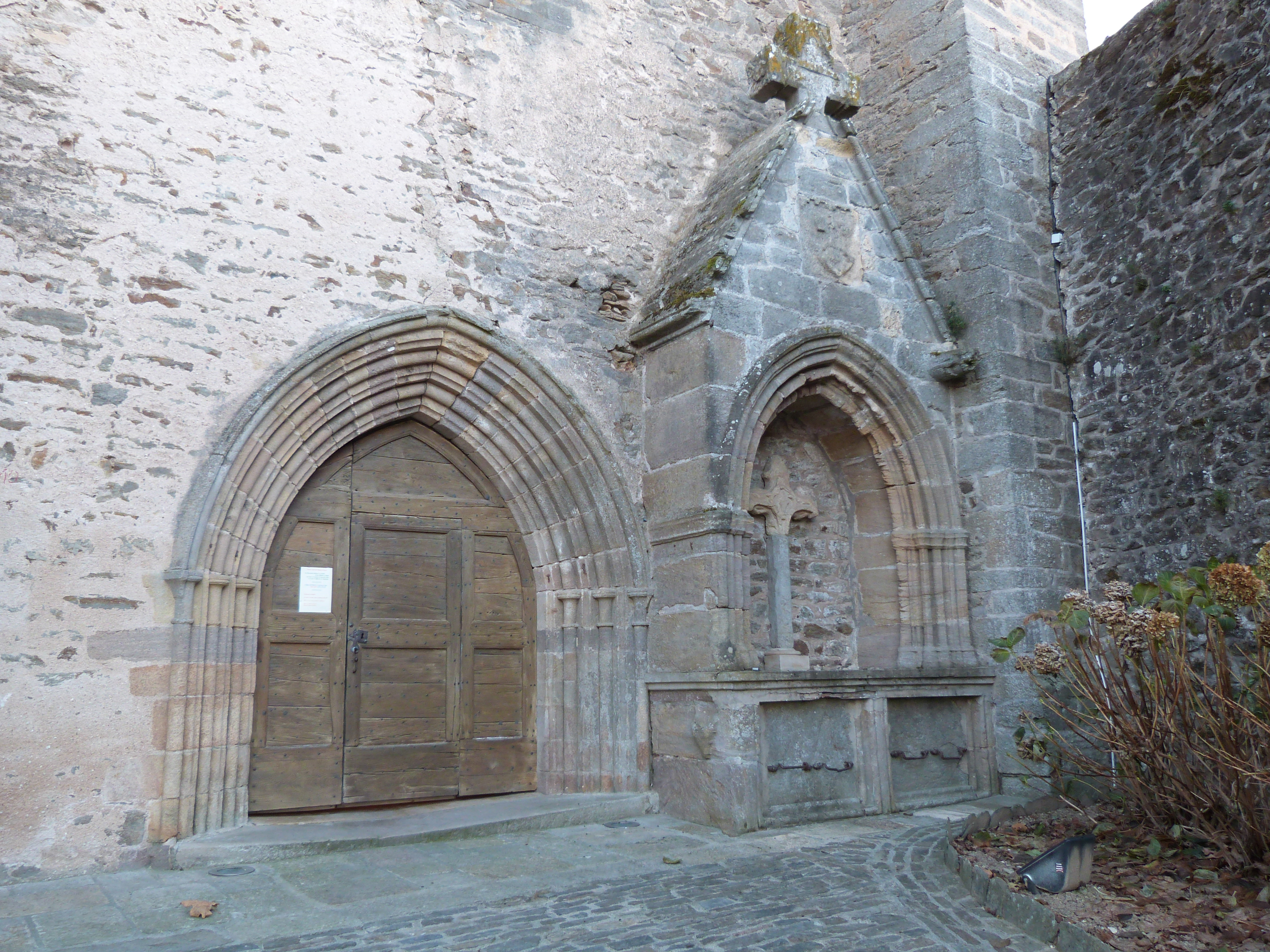
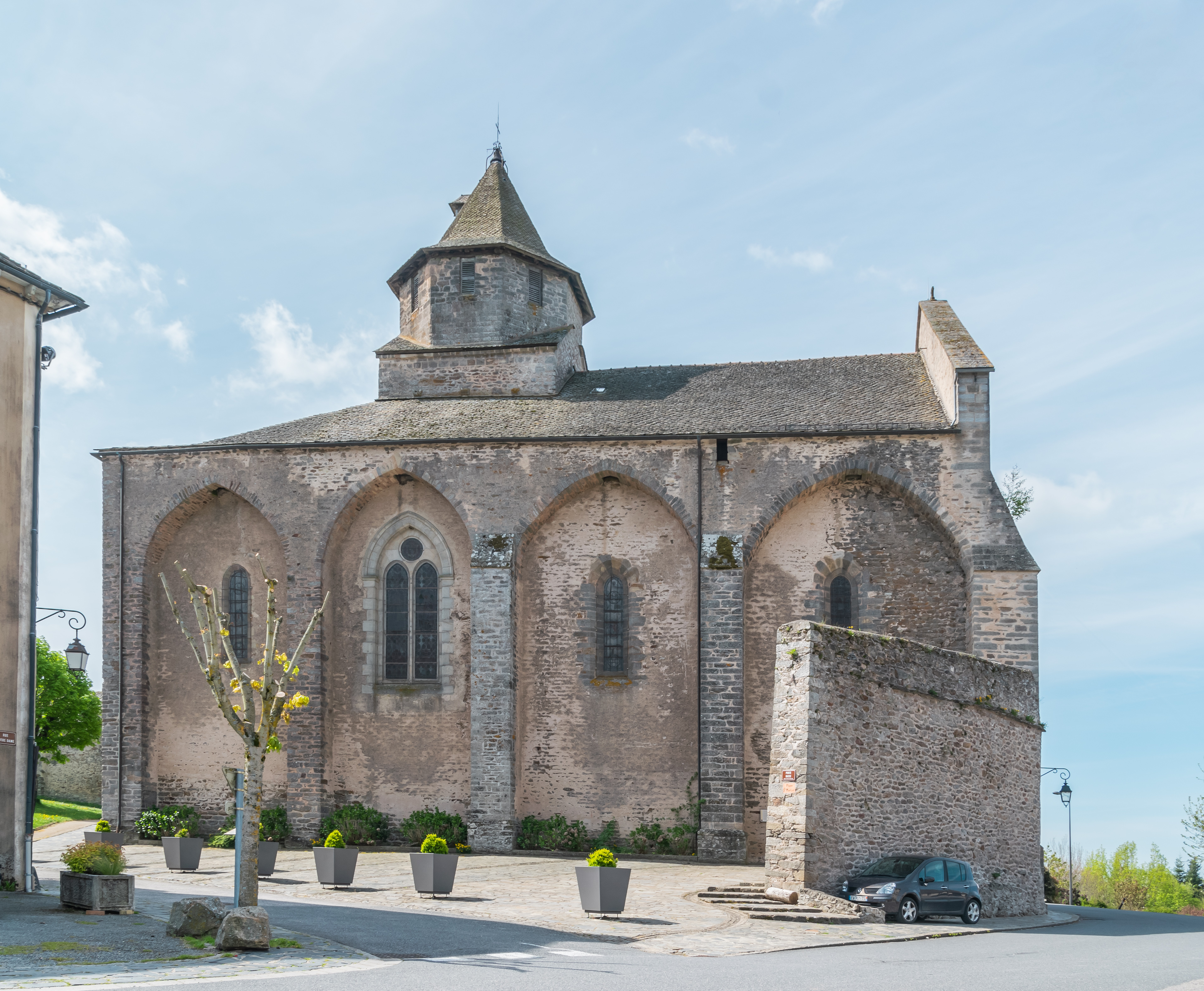
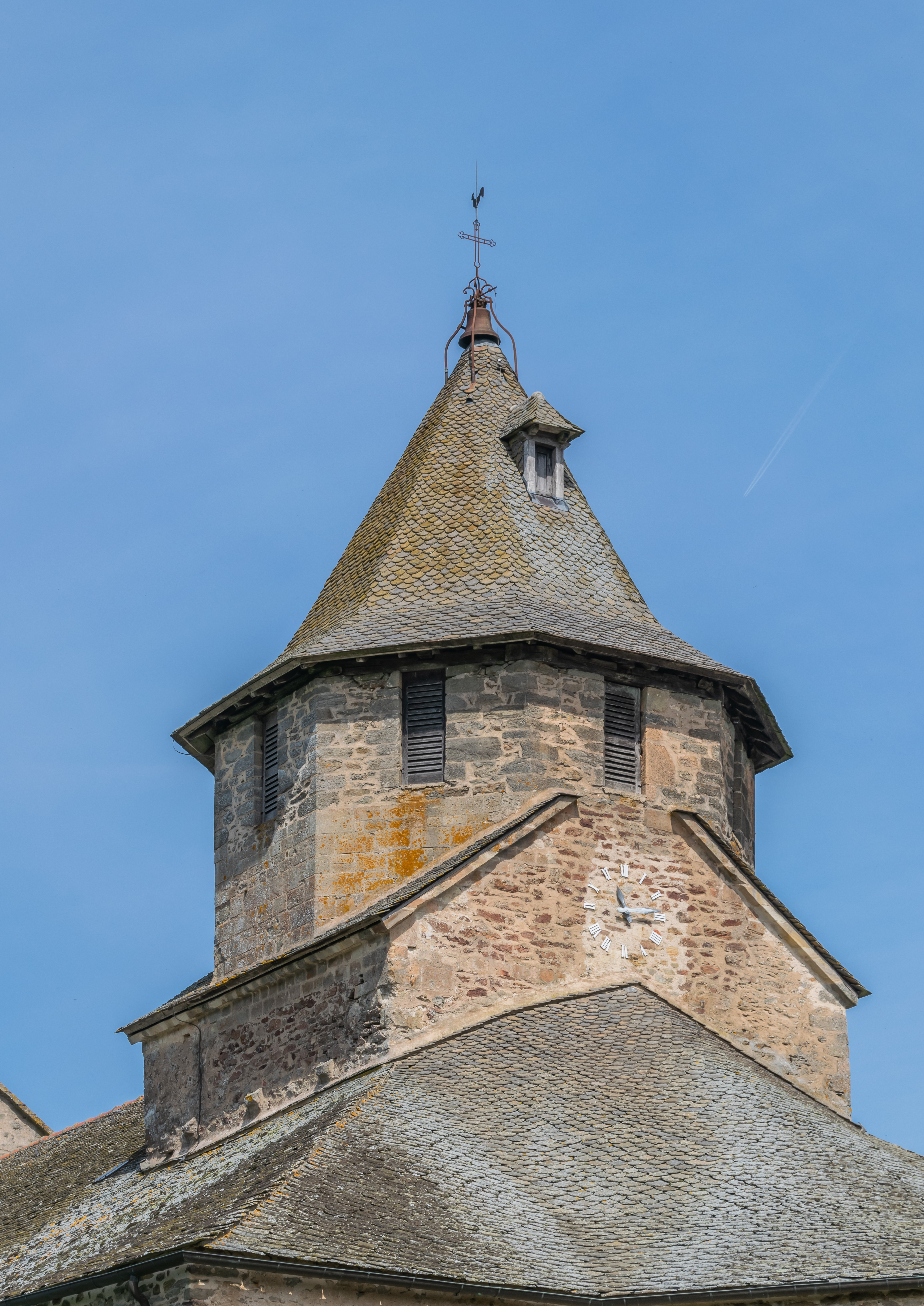
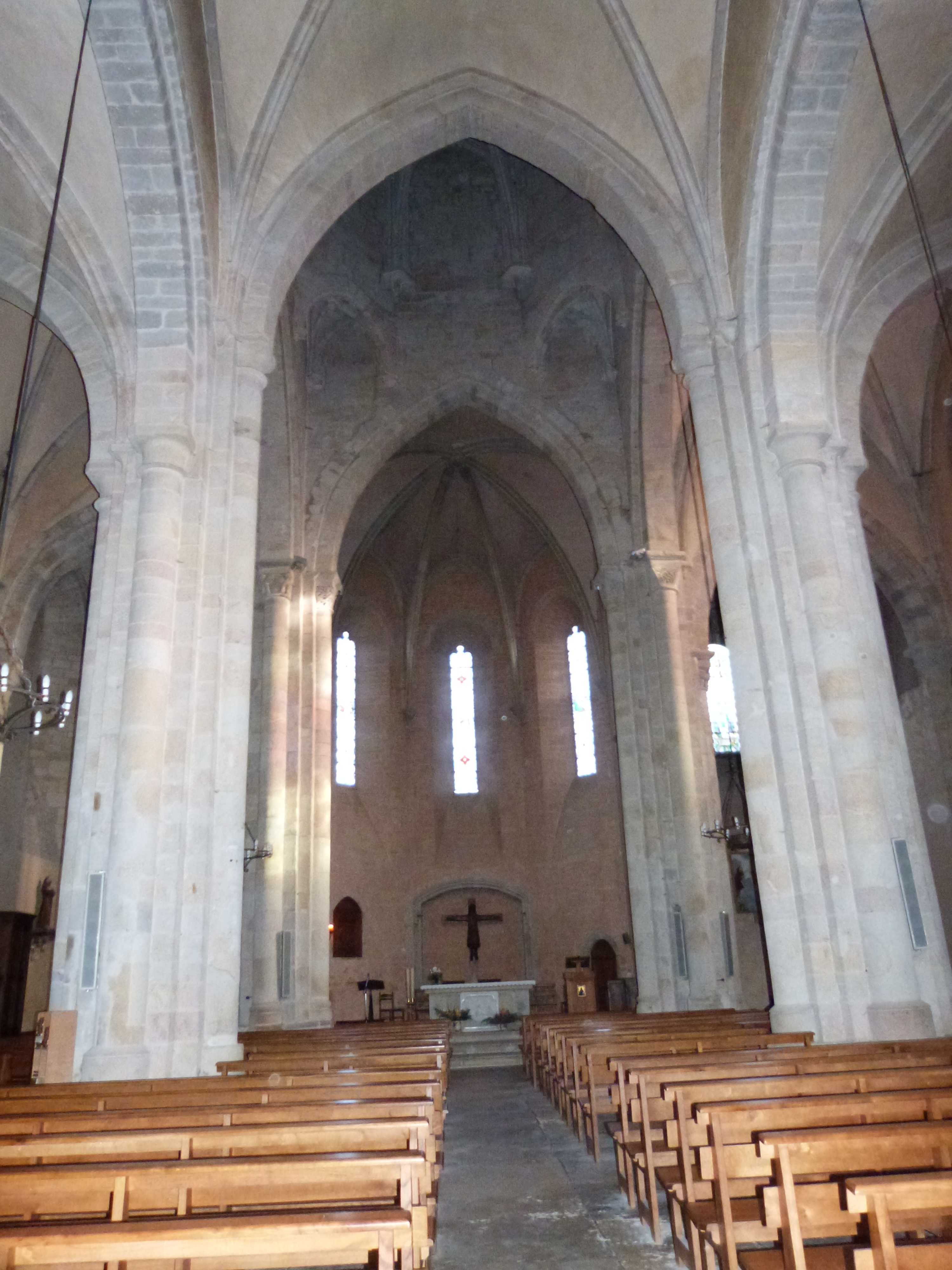
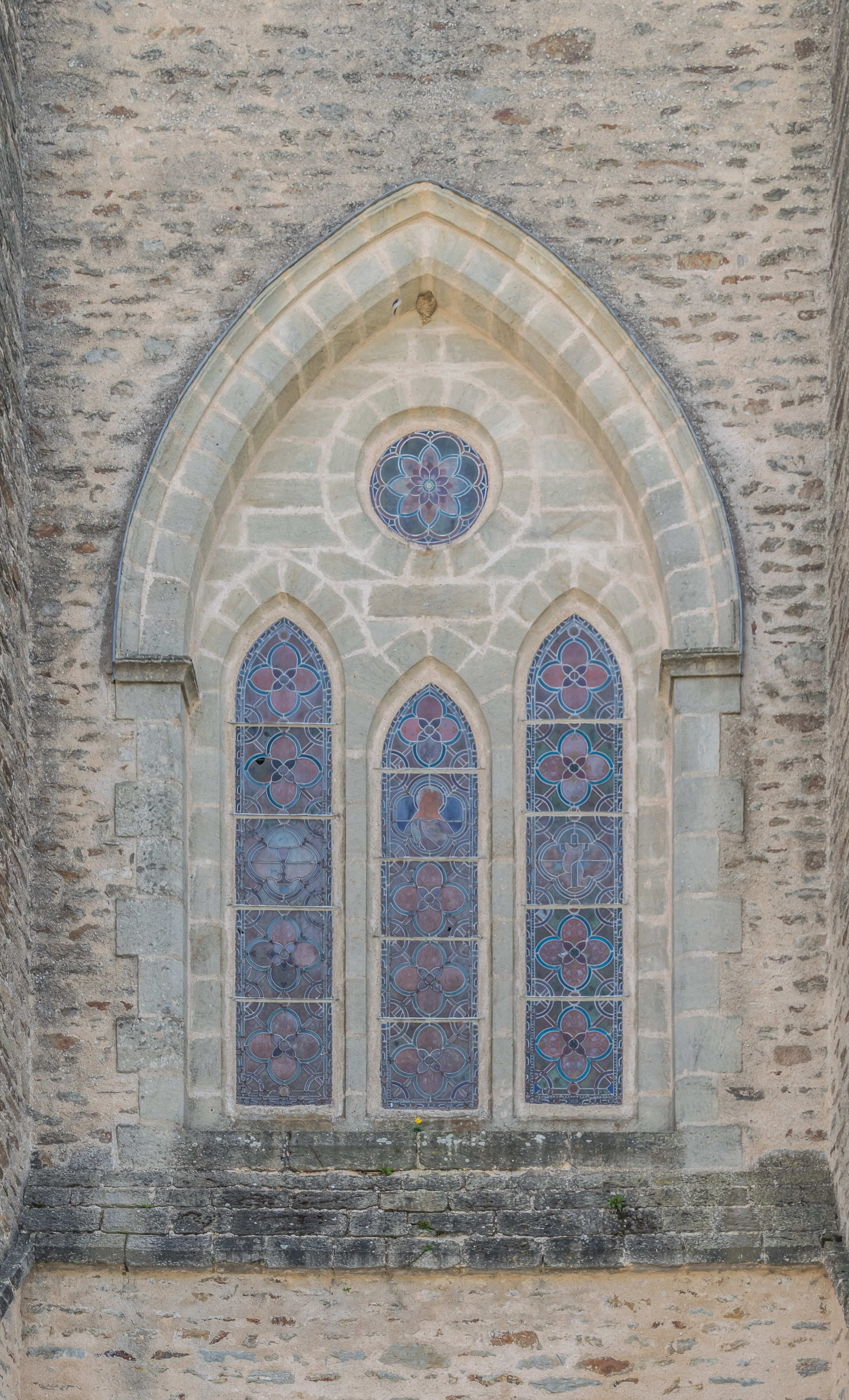
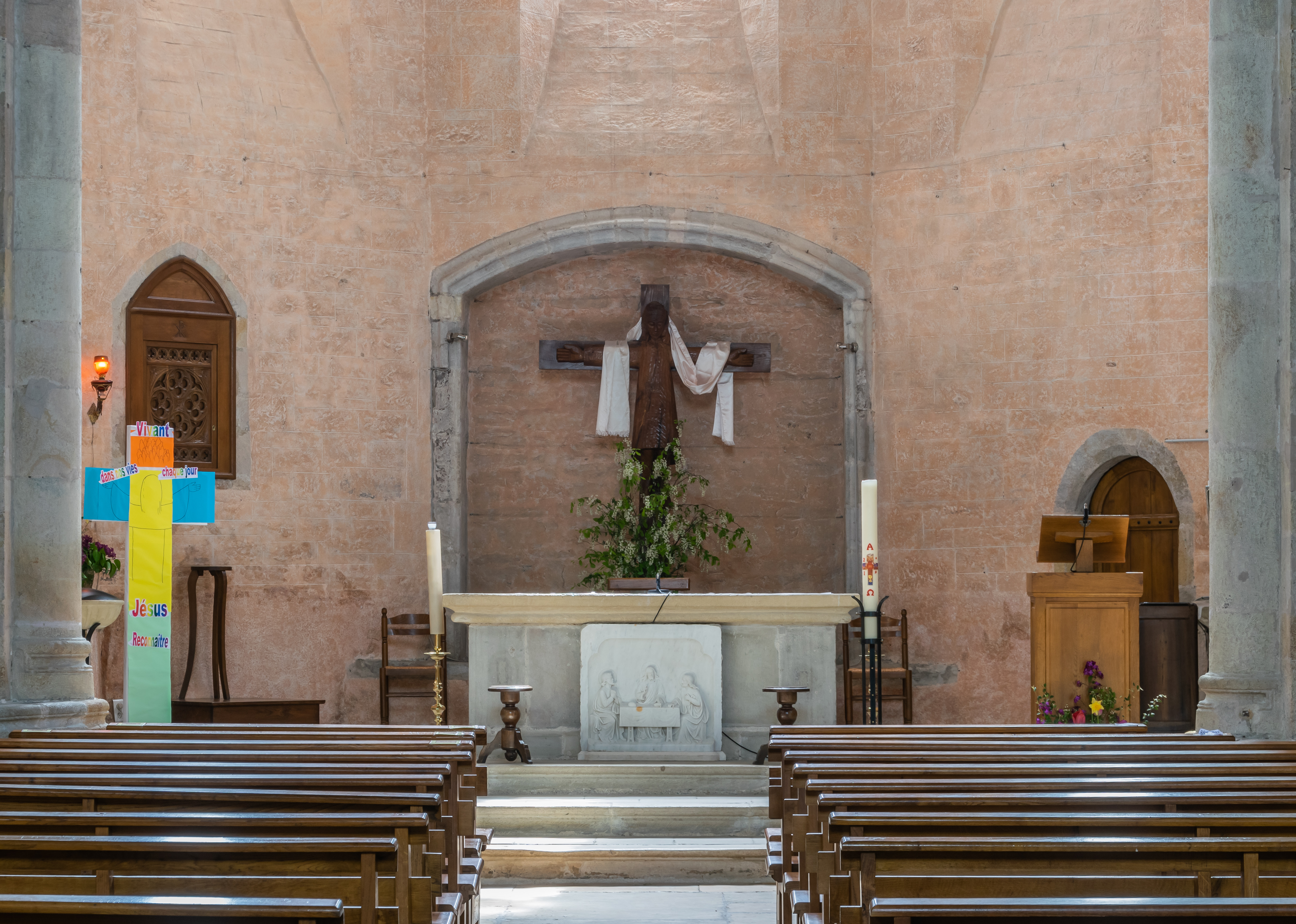